# Vieil-Hesdin
Vieil-Hesdin är en kommun i departementet Pas-de-Calais i regionen Hauts-de-France i norra Frankrike. Kommunen ligger i kantonen Le Parcq som tillhör arrondissementet Montreuil. År 2022 hade Vieil-Hesdin 343 invånare.

## Befolkningsutveckling
Antalet invånare i kommunen Vieil-Hesdin
| Referens: INSEE |